# Dějiny Lvova

Dřívější znak města

Dějiny Lvova jsou dlouhé již více než 700 let. Město Lvov, ležící na západní Ukrajině, bylo založeno zhruba v polovině 13. století a během své historie střídavě patřilo pod několik mocností (Haličsko-volyňské knížectví, Polsko, Habsburská monarchie, Sovětský svaz, Ukrajina).
Území dnešního města bylo osídleno nejpozději v 5. století. V 9. století sem zasahovalo území Velkomoravské říše. V 10. století území střídavě patřilo Polskému království a Kyjevské Rusi.

## Historie

### 13.–16. století

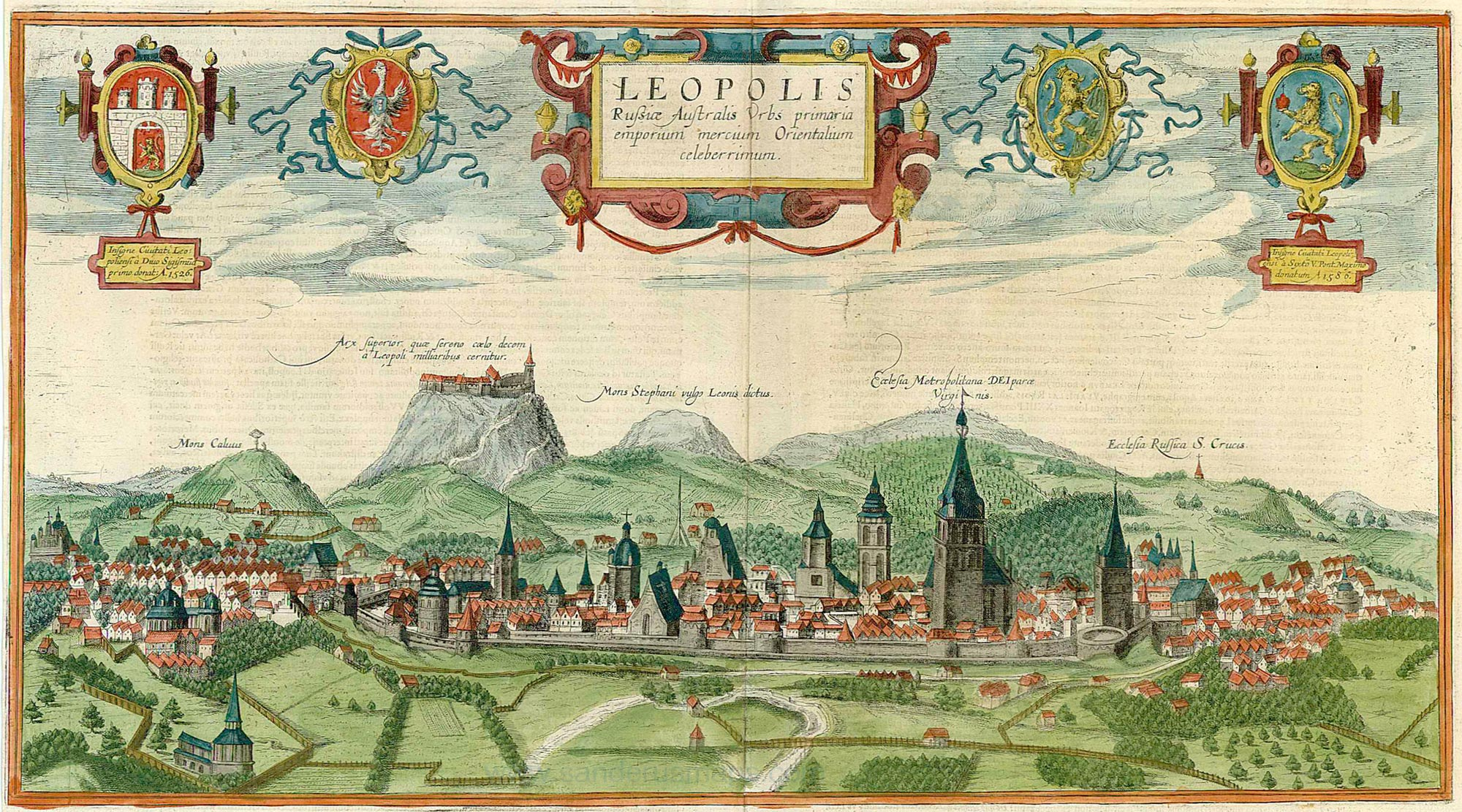
Pohled na Lvov z roku 1613

Lvov byl založen v polovině 13. století knížetem Danilem Romanovičem Haličským (první haličsko-volyňský král v 1253–1264) a byl pojmenován podle jeho syna Lva. V roce 1356 dostal Lvov městská práva podle západoevropského stylu. Měšťany byli zejména Němci, kteří také město nazývali německy Lemberg (latinsky Leopolis). V 15. a 16. století se Lvov rozvíjel obchodně, řemeslnicky, architektonicky, kulturně. Město bylo mnohonáboženské, vliv tu mělo římské katolictví, pravoslaví, arménská církev i židovské obce.

### 17.–19. století
Během válek v polovině 17. století Lvov nebyl dobyt a zničen, na rozdíl od Varšavy, Krakova a tehdy též polského Vilna (nyní litevský Vilnius). V roce 1648 vydržel obléhání Kozáků Bohdana Chmelnického, kterým pomáhali Tataři i obléhání Kozáků s moskevskými vojsky v roce 1655. Celopolská hospodářská krize druhé poloviny 17. století však neblaze ovlivnila i situaci ve Lvově. Lvov byl vyrabován teprve Švédy v roce 1704. Po prvním dělení Polska v roce 1772 připadl Lvov Rakousku. Rakušané zpočátku pronásledovali Poláky a podporovali Němce, ale lvovští Němci byli polskými vlastenci a polonizovali se. Podobně se stávalo i s rakouskými úředníky, kteří sem byli posíláni, takže se polský charakter Lvova spíš posiloval.
V roce 1867 obdržela Halič od vídeňské vlády rozsáhlou autonomii a Lvov se stal hlavním městem tohoto správního celku. Ve městě působil sněm provincie, vláda a školní rada. Ve všech institucích byla zavedena polština.

### 20. století
V roce 1914 obsadili Lvov Rusové, ale v roce 1915 se vrátili Rakušané. Ke konci 1. světové války byl cítit blízký rozpad Rakouska-Uherska a Poláci i Ukrajinci se připravovali na střetnutí o město a celou východní Halič.
Ve dnech  21. až 23. listopadu 1918, došlo k pogromu lvovského židovského obyvatelstva.
Po obnovení polského státu v roce 1918 se rozpoutaly boje o Lvov. Ve městě tehdy žilo asi 250 tisíc lidí, z toho 50 % bylo Poláků, 30 % Židů, 15 % Ukrajinců a zbytek byli zejména Němci a Arméni. Ve městě dominovala polská kultura, ale okolní vsi byly skoro výlučně ukrajinské, což vedlo k tomu, že Ukrajinci chtěli nad Lvovem převzít kontrolu, kdežto Poláci ho zoufale bránili. Poláci si v roce 1918 neuměli představit Polsko bez tohoto města, proto na obranu města přijely mezi prvními i oddíly z Poznaně, která leží více než 600 km daleko na západě. Žádná mírová jednání pod patronátem mocností nevedla k řešení nebo spravedlivému rozdělení. Na území Ukrajiny bojovaly Rudá armáda, vojska bílých a Poláci. Rudá armáda dobyla Kyjev a v polovině roku 1919 byla celá Halič v polských rukou. Ukrajinci přestali věřit, že se jim podaří vytvořit nezávislou Ukrajinu, takže všechno měl rozhodnout výsledek války mezi Polskem a bolševickým Ruskem. V roce 1920 sovětská ofenzíva uvízla na předpolí Varšavy a Lvova, kde obránci zastavili nápor slavné jezdecké armády Buďonného (bolševickým komisařem na tomto úseku byl Josef Stalin). Svázání značných sovětských sil u Lvova pomohlo polské protiofenzívě na vojska Tuchačevského u Varšavy. V roce 1921 obě strany uzavřely mír v Rize, kde byla též dohodnuta hranice mezi oběma státy a Lvov se ocitl v obnoveném Polsku.

Znak království Haličsko-lodoměřského

Poláci tvrdili, že Haličská Rus (Červená Rus) byla už od doby polského krále Kazimíra Velikého (vládl v letech 1333–1370) součástí polského království, takže proto by měla patřit Polské republice. Ukrajinci zase brali rozdělení Ukrajiny mezi Polsko a sovětské Rusko, tak jako bylo rozebráno Polsko koncem 18. století mezi Prusko, Rusko a Rakousko. Rusíni se často považovali za „Poláky rusínského či ruského původu“ a byli s to být loajální vůči Polsku, pokud jejich kultura zůstane zachována (a proto je Ukrajinci nenáviděli jako „odpadlíky“).
V září 1939 si Třetí říše a Sovětský svaz na základě paktu Ribbentrop–Molotov rozdělily Polsko, z pohledu Ukrajiny však nastalo sjednocení jejich země. Během první fáze 2. světové války, ještě před válkou německo-sovětskou, část Poláků utekla na západ pod německou okupaci, část byla deportována do hloubi SSSR (Sibiř, Kazachstán…), část vyvražděna Ukrajinci (zejména Ukrajinskou povstaleckou armádou, UPA), která zde vyvraždila přes 8 tisíc místních obyvatel.
V létě 1941 (30. června - 2. července 1941 a 25. - 27. července 1941), po německém útoku na SSSR a v začátku okupace města nacistickým Německem došlo ke dvěma pogromům na židovské obyvatelstvo Lvova.
V červenci 1941 zde došlo k vraždě lvovských profesorů.
Zbytek Poláků byl vysídlen v roce 1945 v rámci „výměny obyvatelstva“ do Polska a z Polska zas přešli do SSSR Rusíni a Ukrajinci. Tím skončila 600letá polská přítomnost ve Lvově.
Od roku 1991 je město součástí nezávislé Ukrajiny a vedle Kyjeva hlavním centrem ukrajinské kultury.

### 21. století
V roce 2004 byl Lvov jedním z epicenter Oranžové revoluce.

## Vybraná data z dějin města

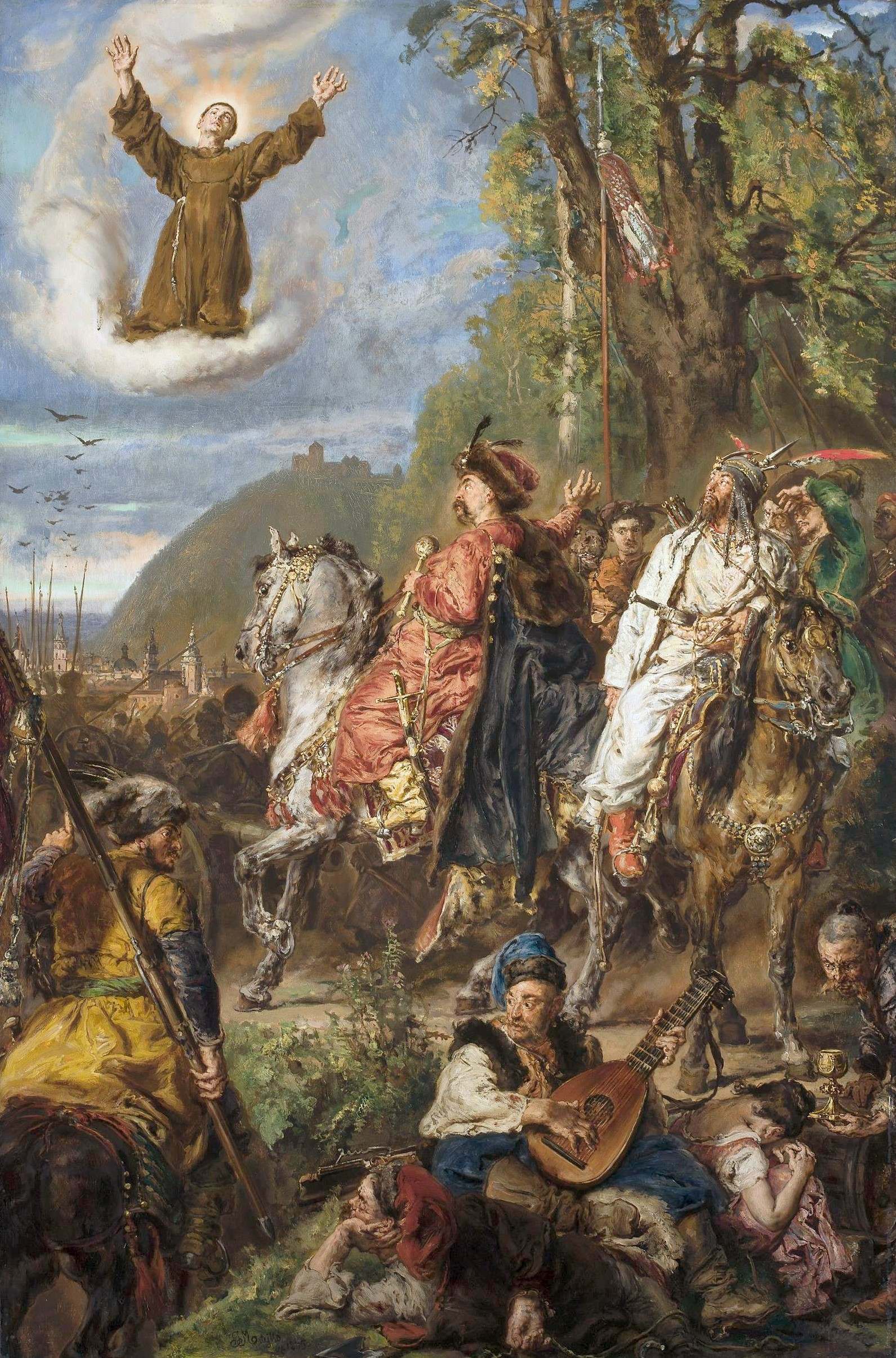
Jan Matejko – Bohdan Chmelnický s Tuhaj Bejem u Lvova

- asi 1250 – založení obranného hradu knížetem Danielem a jeho synem Lvem z ruské dynastie haličských knížat
- díky vhodné poloze se z města stalo nejdůležitější řemeslnicko-obchodní středisko Haličsko-Volyňské Rusi
- 1349 – polský král Kazimír III. Veliký město dobyl
- 1356 – polský král Kazimír III. Veliký udělil městská práva (magdeburské právo)
- 15. – 17. století – důležité centrum mezinárodního významu
- červen 1527 – velký požár
- 1661 – založena Lvovská univerzita
- 24. srpna 1675 – Bitva u Lvova, Jan III. Sobieski přemohl Tatary
- 1704 – Švédové obléhali a dobyli město
- 1772 – Lvov přešel pod vládu Habsburků, stal se hlavním městem nové provincie Halič. Namísto polské Akademie vznikla německá vysoká škola
- 4. června 1817 – císař František I. potvrdil statut Nadace Ossolineum, kterou ve Lvově založil hrabě Józef Maksymilian Ossoliński
- 7. února 1867 – byla založena Tělovýchovná společnost Sokol (Towarzystwo Gimnastyczne Sokół)
- 5. června 1894 – bylo otevřeno Racławické panorama
- 1. listopadu 1918 – bitva mezi Poláky a Ukrajinci, kterou Poláci vyhráli. Lvov se stal hlavním městem vojvodství v meziválečném Polsku a jedním z důležitějších městských center v zemi
- 21. až 23. listopadu 1918 – pogrom lvovského židovského obyvatelstva
- 1920 – polsko-bolševická válka
- 11. listopadu 1920 – město bylo vyznamenáno řádem Virtuti Militari
- 22. září 1939 dobyto Rudou armádou, na základě paktu Ribbentrop–Molotov se ocitlo pod okupací SSSR, bylo s celou tzv. Západní Ukrajinou připojeno k Ukrajinské sovětské socialistické republice
- únor, duben, červen 1940 a červen 1941 – deportace polského obyvatelstva a politika ukrajinizace
- od 30. června do 2. července a od 25. do 29. července 1941 proběhly Pogromy ve Lvově, dva masakry Židů žijících ve Lvově a jeho okolí
- 1945 – 15. června 1946 – „repatriace“, kterou lze považovat za vyhnání polského obyvatelstva za řeky Bug a San do Polska, zvláště na jeho západ
- 1946 – Ossolineum přeneseno (20 %) do Vratislavi

## Galerie: meziválečný Lvov

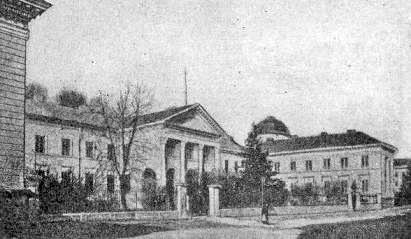
Ossolineum ve Lvově
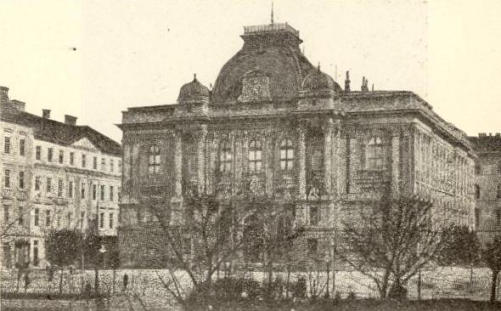
Průmyslové muzeum ve Lvově (Muzeum Przemysłu)
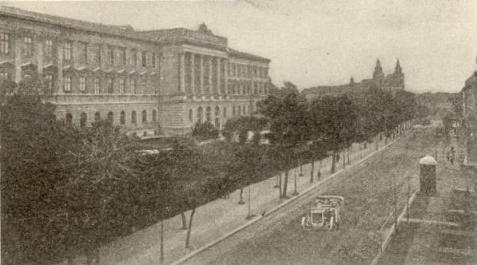
Lvovské vysoké učení technické (Politechnika Lwowska)
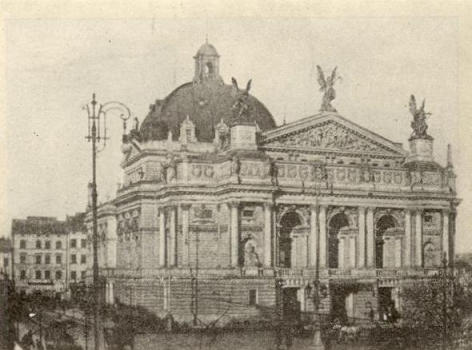
Velké divadlo ve Lvově (Teatr Wielki)